# Physarum polycephalum
Physarum polycephalum (griechisch πολύς polys ‚viel, mehrere‘, κεφαλή kephalē ‚Kopf‘) ist eine Schleimpilz-Art aus der Ordnung der Physarida und lässt sich somit den Myxogastria (auch Myxomyceten oder Echte Schleimpilze) zuordnen. Das vielkernige, von einer einzigen Zelle gebildete Phaneroplasmodium ist aufgrund seiner Größe (bis zu mehreren Quadratmetern) mit bloßem Auge erkennbar. Diese Art ist gut beschrieben, da sie als Modellorganismus häufig in Laboren zu Studienzwecken eingesetzt wird.
In Anspielung an die außerirdische, menschenverschlingende Substanz aus dem Science-Fiction-Film Blob – Schrecken ohne Namen wird sie scherzhaft auch „der Blob“ genannt. Der Schleimpilz wurde von der Deutschen Gesellschaft für Protozoologie (DGP) zum „Einzeller des Jahres“ 2021 gekürt.

## Merkmale
Die gelben bis grauen (selten weißen), unregelmäßig linsen- bis scheibenförmigen oder aufgerollt bis gewunden-zusammenfließenden Sporokarpe sind 1 bis 1,5 Millimeter breit, 1,5 bis 2 Millimeter hoch, gestielt und stehen gehäuft zusammen. Die Hülle des Sporokarps, die Peridie, ist häutig, brüchig, weiß oder blassgelb und mit gelben bis weißen Kalkknötchen besetzt. Der gelbe, durchscheinende Stiel ist lang, schlank, biegsam und ineinander verdreht, gelegentlich am Ansatz abgeflacht und verbreitert. Das feine, dichte Capillitium ist physaroid, bildet also ein Netzwerk, in dem verdickte, unregelmäßig geformte, gelbe bis weiße, kalkhaltige Knoten durch schlanke, durchscheinende und kalkfreie Fäden miteinander verbunden sind.
Die im Durchmesser 8 bis 11 Mikrometer messenden, aufgerauten bis feinstachligen Sporen sind in der Masse schwarz-braun, einzeln im Durchlicht violett.

## Verbreitung

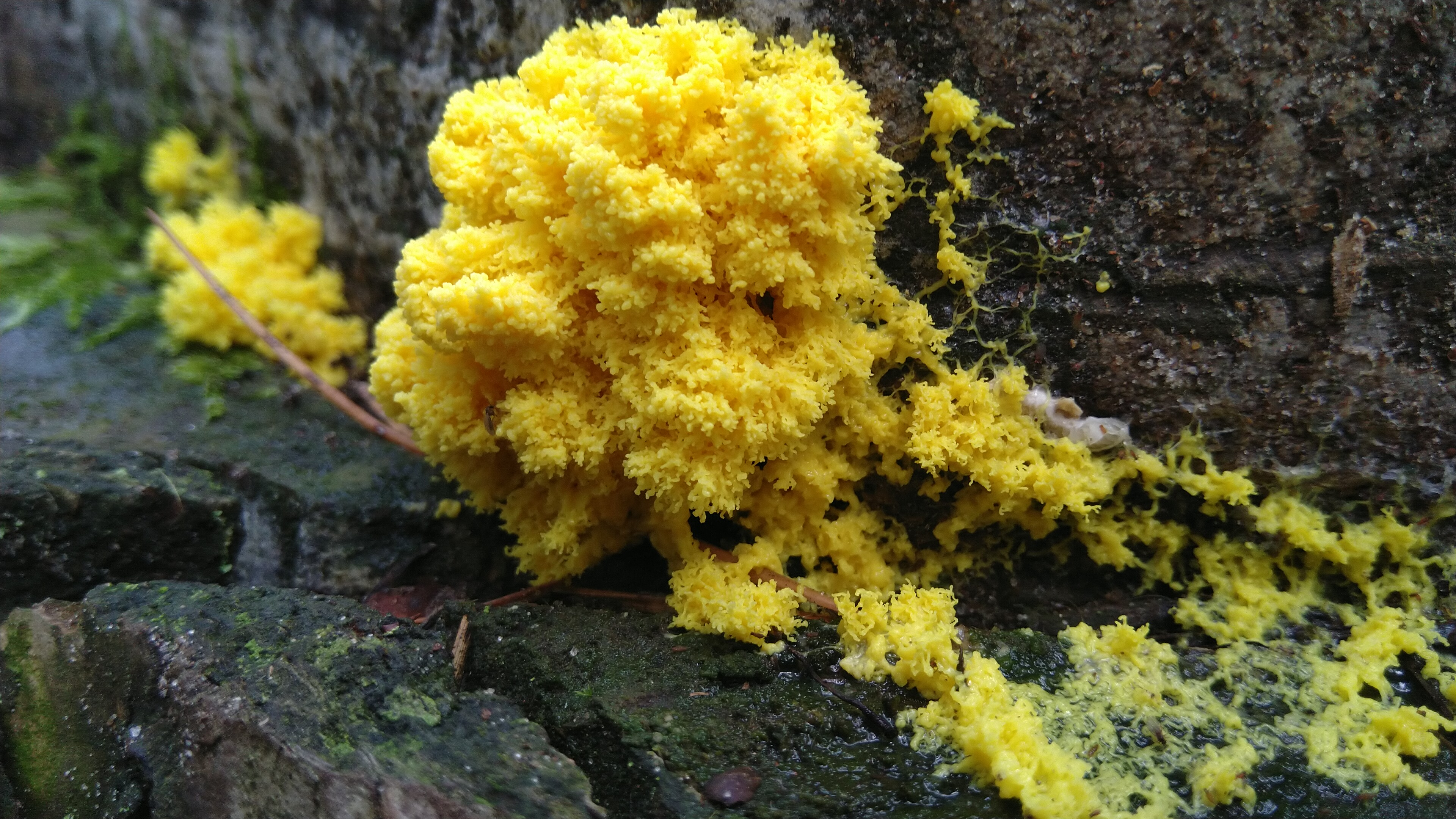
Physarum polycephalum auf einem gefällten Stamm im Grunewald (Berlin)

Physarum polycephalum besiedelt verrottendes Holz und die Fruchtkörper fleischiger Pilze. Gelegentlich werden Fruchtkörper auch auf lebenden Pflanzen gebildet.

## Verwendung
Physarum polycephalum dient in der Biologie häufig als Modellorganismus zur Untersuchung von Zellmotilität, Zellwachstum und Zelldifferenzierung. Vorteilhaft für die Handhabung sind die leichte Kultivierbarkeit und die Größe der Zelle.
Im Jahr 2000 konnte nachgewiesen werden, dass Physarum polycephalum den kürzesten Weg zwischen zwei Punkten in einem Irrgarten finden kann, Anfang 2006 wurde die Art an der japanischen Universität Kōbe in einer technischen Anwendung für die zentrale Steuerung eines Schleimpilzroboters eingesetzt. Im Jahr 2010 konnte nachgewiesen werden, dass die Netzbildungsfähigkeit von Physarum polycephalum ein sehr gutes Gleichgewicht zwischen Redundanz und Effizienz aufzeigt. Dafür wurde im Labor anschaulich das japanische Bahnnetz um Tokio mit einem von Physarum polycephalum gebildeten Netzwerk (Steinerbaumproblem) verglichen.
Das größte bekannte Exemplar der Art ist zugleich die größte Einzelzelle der Welt überhaupt: 1987 züchteten Bonner Forscher anlässlich des Ruhestands von Karl-Ernst Wohlfarth-Bottermann ein 5,54 Quadratmeter großes Exemplar in W-Form.
Im Oktober 2019 wurde für den Einzeller ein eigener Raum im Parc zoologique de Paris eingerichtet, wo er als „faszinierendes Lebewesen mit ungeahnten Möglichkeiten“ präsentiert wird. Es wurde auch darauf hingewiesen, dass die Art ihren Spitznamen Blob in Anlehnung an den Horrorfilm Blob – Schrecken ohne Namen erhielt, obwohl sie völlig ungefährlich ist. Auch das Paarungsverhalten des Lebewesens wurde thematisiert.

## Nachweise
1. 1 2 3  
Wolfgang Richter: Alter Schleimer. In: ZEIT–Wissen. 01/2007, Online.
2. ↑  Einzeller des Jahres 2021: Physarum polycephalum, auf: Deutsche Gesellschaft für Protozoologie, zuletzt abgerufen am 10. November 2021.
3. ↑  Gesellschaft für Protozoologie – Darm-Erreger ist "Einzeller des Jahres 2022", auf: zdf.de vom 8. November 2021.
4. 1 2 3  
Henry Stempen, Steven L. Stevenson: Myxomycetes. A Handbook of Slime Molds. Timber Press, 1994, ISBN 0-88192-439-3, S. 148–149.
5. ↑  
Henry Stempen, Steven L. Stevenson: Myxomycetes. A Handbook of Slime Molds. Timber Press, 1994, ISBN 0-88192-439-3, S. 19–21.
6. ↑  
Toshiyuki Nakagaki, Hiroyasu Yamada, Ágota Tóth: Intelligence: Maze-solving by an amoeboid organism. In: Nature. Band 407, September 2000, S. 470, Online.
7. ↑  
S. Tsuda, K.-P. Zauner, Y.-P. Gunji: Robot Control with Biological Cells. In: Proceedings of Sixth International Workshop on Information Processing in Cells and Tissues. St. William’s College, York 2005, S. 202–216.
8. ↑  Atsushi Tero, Seiji Takagi, Tetsu Saigusa, Kentaro Ito, Dan P. Bebber, Mark D. Fricker, Kenji Yumiki, Ryo Kobayashi, Toshiyuki Nakagaki: Rules for Biologically Inspired Adaptive Network Design. In: Science. Band 327, Nr. 5964, 22. Januar 2010, ISSN 0036-8075, S. 439–442, doi:10.1126/science.1177894 (englisch, science.org [abgerufen am 7. April 2023]): “A model was produced that describes the adaptive network development displayed by the slime mold. This biologically inspired model might provide insight into how to implement properties like resistance of transport systems to local failures into similar human-designed systems.”
9. ↑  Manon Bischoff: Die fabelhafte Welt der Mathematik: Schleimpilze sind die besseren Mathematiker. Abgerufen am 7. April 2023.
10. ↑  David Differdange: Aliens aus der Petrischale. In: tagesschau.de. 22. Oktober 2019, abgerufen am 28. Oktober 2019.